# Верон, Дарио
Дари́о Анаста́сио Веро́н Мальдона́до (исп. Darío Anastacio Verón Maldonado; род. 26 июля 1979, Сан-Игнасио, Мисьонес) — парагвайский футболист, игравший на позиции центрального или правого защитника. Известен по выступлениям за сборную Парагвая. Большую часть клубной карьеры провёл в Мексике, выступая за «УНАМ Пумас», а завершил выступления в асунсьонской «Олимпии».

## Биография
Свою футбольную карьеру Дарио Верон начал в парагвайских клубах «12 Октября» и «Гуарани», затем один сезон выступал в чилийском «Кобрелоа». С 2003 года Верон выступал в Мексике за клуб «УНАМ Пумас». Считался одним из самых дисциплинированных и надёжных защитников чемпионата Мексики.
В 2017 году вернулся на родину, став игроком асунсьонской «Олимпии». Завоевал с «деканами» три подряд титула чемпиона Парагвая (Апертуру 2018, Клаусуру 2018, Апертуру 2019). 18 мая 2019 года объявил о завершении профессиональной карьеры. В декабре того же года получил диплом, позволяющий работать в качестве главного тренера любого профессионального клуба.
В составе национальной сборной Дарио Верон играл с 2001 года, однако основным игроком команды ему удалось стать лишь после 2007 года. Всего Верон сыграл за национальную команду 52 матча и забил один гол. Был в составе сборной Парагвая на Кубке Америки 2001 и Кубке Америки 2007, значился в заявке Парагвая на чемпионат мира 2010. В 2011 году вместе со сборной дошёл до финала Кубка Америки.

## Достижения
- Чемпион Парагвая (3): Ап. 2018, Кл. 2018, Ап. 2019
- Финалист Кубка Парагвая: 2018
- Чемпион Мексики (4): Ап. 2004, Кл. 2004, Кл. 2009, Кл. 2011
- Финалист Кубка Америки: 2011